# 모든 것이 F가 된다
《모든 것이 F가 된다》(일본어: すべてがFになる)는 모리 히로시의 미스터리 소설이다.

## 등장인물

### 주인공
사이카와 소헤이
국립 N대학 공학부 건축학과 조교수.
니시노소노 모에
국립 N대학 공학부 건축학과 1학년.

### 마가타 연구소
마가타 시키
천재 프로그래머.
신도 세이지
소장.
야마네 유키히로
부소장.
유미나가 토미히코
의사.
미즈타니 치카라
주임 프로그래머.
시마다 아야코
프로그래머.
모치즈키 토시키
경비원.
하세베 사토시
경비원.
데보라
연구소의 관리 시스템.
P1
왜건형 로봇.
미치루
로봇.

### 그 외
쿠니에다 모모코
국립 N대학 공학부 건축학과 조수.
기도 세츠코
여성 잡지 기자.

## 게임판
2002년 3월 28일에 KID로부터 발매된 플레이스테이션용 어드벤처 게임이다.

## 텔레비전 드라마
후지 TV 계열의 화요일 21시 시간대에서 2014년 10월 21일부터 12월 23일까지 방송되었다. 타케이 에미와 아야노 고의 더블 주연. 캐치프레이즈는, 〈이 범죄에, 가장 아름다운 해답을〉.

### 캐스트
- 니시노소노 모에 - 타케이 에미 (소녀 시절:우치다 아이)
- 사이카와 소헤이 - 아야노 고
- 키타 호쿠토 - 오자와 유키요시
- 마가타 시키 - 하야미 아카리
- 우카이 다이스케 - 토츠기 시게유키
- 쿠니에다 모모코 - 미즈사와 에레나
- 니시노소노 쇼스케 - 요시다 코타로

### 스태프
- 원작 - 모리 히로시 《모든 것이 F가 된다》 외 S&M 시리즈 (코단샤 분코)
- 각본 - 쿠로이와 츠토무, 코야마 쇼타
- 음악 - 카와이 켄지
- 연출 - 죠호 히데노리, 오구라 히사오, 코바야시 요시노리
- 주제가 - 게스 노 키와미 오토메 〈디지털 두더지〉 (워너 뮤직 재팬/unBORDE)
- 기획 - 나리카와 히로아키, 카토 타츠야
- 프로듀스 - 오구라 히사오, 카시카와 사토코
- 제작 - 후지 TV
- 제작 저작 - 쿄도 TV

### 방송 일자
| 각 화                                                      | 방송일           | 부제                          | 프로그램표                                                                     | 원작                 | 각본            | 연출              | 시청률 |
| ---------------------------------------------------------- | ---------------- | ----------------------------- | ------------------------------------------------------------------------------ | -------------------- | --------------- | ----------------- | ------ |
| 제1화                                                      | 2014년 10월 21일 | 차가운 밀실과 박사들 ［전편］ | 잇따라 살해되는 연구자… 천재 과학자 콤비가 덤벼드는 차가운 밀실의 수수께끼     | 차가운 밀실과 박사들 | 쿠로이와 츠토무 | 죠호 히데노리     | 11.8%  |
| 제2화                                                      | 10월 28일        | 차가운 밀실과 박사들 ［후편］ | 밝혀지는 밀실의 수수께끼와 슬픈 살인자의 고뇌                                  | 차가운 밀실과 박사들 | 쿠로이와 츠토무 | 죠호 히데노리     | 10.2%  |
| 제3화                                                      | 11월 4일         | 봉인재도 ［］                 | 저주받은 불화사 일족 가보 잠드는 밀실의 살인                                   | 봉인재도             | 코야마 쇼타     | 오구라 히사오     | 10.3%  |
| 제4화                                                      | 11월 11일        | 봉인재도 ［후편］             | 계승되는 밀실 살인 봉인된 진상이란                                             | 봉인재도             | 코야마 쇼타     | 오구라 히사오     | 8.3%   |
| 제5화                                                      | 11월 18일        | 모든 것이 F가 된다 ［전편］   | 탈출 불능인 완전 밀실 박사가 남긴 수수께끼의 암호 낭떠러지 외딴 섬의 연속 살인 | 모든 것이 F가 된다   | 쿠로이와 츠토무 | 죠호 히데노리     | 8.9%   |
| 제6화                                                      | 11월 25일        | 모든 것이 F가 된다 ［후편］   | 남겨진 암호의 수수께끼…짜여진 시한 장치!? 아름다운 광기의 살인자               | 모든 것이 F가 된다   | 쿠로이와 츠토무 | 죠호 히데노리     | 8.2%   |
| 제7화                                                      | 12월 2일         | 수기이자 모형 ［전편］        | …수기이자 모형… 완전한 밀실의 피해자는 살인사건의 용의자                       | 수기이자 모형        | 쿠로이와 츠토무 | 코바야시 요시노리 | 9.1%   |
| 제8화                                                      | 12월 9일         | 수기이자 모형 ［후편］        | …수기이자 모형… 살인자의 이상한 애정!? 불합리 살인의 심층                      | 수기이자 모형        | 쿠로이와 츠토무 | 코바야시 요시노리 | 7.7%   |
| 제9화                                                      | 12월 16일        | 유한과 미소의 빵 ［전편］     | 유한과 미소의 빵… 살인 테마 파크의 수수께끼 천재 박사 최후의 범죄              | 유한과 미소의 빵     | 쿠로이와 츠토무 | 오구라 히사오     | 7.4%   |
| 최종화                                                     | 12월 23일        | 유한과 미소의 빵 ［후편］     | 유한과 미소의 빵… 신에 가장 가까운 범죄자! 무너지는 불가능 살인                | 유한과 미소의 빵     | 쿠로이와 츠토무 | 죠호 히데노리     | 6.1%   |
| 평균 시청률 8.9% (시청률은 칸토 지구·비디오 리서치사 조사) |                  |                               |                                                                                |                      |                 |                   |        |

| 후지 TV 화요일 밤 9시 드라마            | 후지 TV 화요일 밤 9시 드라마                 | 후지 TV 화요일 밤 9시 드라마         |
| 이전 작품                               | 작품명                                       | 다음 작품                            |
| --------------------------------------- | -------------------------------------------- | ------------------------------------ |
| 아스나로 337박자 (2014.7.15 ~ 2014.9.9) | 모든 것이 F가 된다 (2014.10.21 ~ 2014.12.23) | 고스트라이터 (2015.1.13 ~ 2015.3.17) |

## 텔레비전 애니메이션
2014년 11월 27일, 텔레비전 애니메이션화가 발표되었다. 2015년 10월부터 12월까지 후지 TV 계열에서 방송되었다.

### 스태프
- 원작 - 모리 히로시 《모든 것이 F가 된다》 외 S&M 시리즈 (코단샤 분코)
- 감독 - 칸베 마모루
- 제작 - A-1 Pictures

## 같이 보기
- 밀실 살인